# 16372 Demichele
16372 Demichele è un asteroide della fascia principale. Scoperto nel 1981, presenta un'orbita caratterizzata da un semiasse maggiore pari a 3,1492192 au e da un'eccentricità di 0,1673408, inclinata di 11,55274° rispetto all'eclittica.